# Route 25 (Manitoba)
La Route 25 (PTH 25) est une route provinciale du Manitoba. Il s'agit d'une route route ouest / est débutant à la route 259 à Wheatland, se dirigeant vers l'est en passant par Rivers et prenant fin à l'intersection avec la route 10 près de Forrest.

## Intersections majeures
| Division                | Ville     | km    | Destinations                                       | Notes                                      |
| ----------------------- | --------- | ----- | -------------------------------------------------- | ------------------------------------------ |
| No. 7                   | Wheatland | 0,00  | PR 259 – Wheatland, Bradwardine                    |                                            |
| No. 7                   |           | 3,00  | PR 250 sud – Alexander                             | Terminus ouest du multiplex avec la PR 250 |
| No. 7                   | Rivers    | 7,00  | PR 250 nord (Brunswick Street) – Newdale           | Terminus est du multiplex avec la PR 250   |
| No. 7                   |           | 20,00 | PR 270 – Rapid City                                |                                            |
| No. 7                   |           | 29,00 | PTH-10 (John Bracken Highway) – Minnedosa, Brandon |                                            |
| - Terminus de multiplex |           |       |                                                    |                                            |